# کالزونه
کالزونه یا کلزون (انگلیسی: ‎/kælˈzoʊneɪ/‎، ‎/kælˈzoʊn/‎؛ ایتالیایی: [kalˈtso:ne]) ساخته شده در قرن هجدهم . یک پیتزای تاشده یا پیچیده شده است که شکلی شبیه به نصف ماه داشته و از خمیر نان نمکی درست می‌شود. معمولاً داخل کلزون گوجه فرنگی، موتزارلا و انواع سس و موادی که بر روی پیتزا یافت می‌شود، ریخته می‌شود.
استرومبولی، یک پیتزای ایتالیایی-آمریکایی است که شبیه کالزونه است و گاهی مواقع این دو با هم اشتباه گرفته می شوند. برخلاف استرومبولی که معمولاً به شکل استوانه یا مستطیل تا می شود، کالزونه ها همیشه به شکل هلالی تا می شوند و معمولاً در داخل آن ها سس گوجه فرنگی در نیست. 